# دوباره همدیگر را خواهیم دید (فیلم ۱۹۴۳)
«دوباره همدیگر را خواهیم دید» (انگلیسی: We'll Meet Again (1943 film)) فیلمی در ژانر موزیکال است که در سال ۱۹۴۳ منتشر شد. از بازیگران آن می‌توان به ویرا لین و پیتر گاثورن اشاره کرد.